# Вербовка російських громадян для війни в Україні
Для ведення війни на території України керівництво Росії залучало не тільки кадрові частини регулярних військ, але й сприяло діяльності численних фондів та ініціатив, створюючи центри на базі військкоматів.
Російські спецслужби організували та координували вербовку громадян Росії, щоб ними заповнити лави угруповань бойовиків в Україні. Кремль застосовував різні інструменти для вербовки бійців, включаючи військові організації типу ПВК Вагнера, націоналістичні чи ліворадикальні організації, а також публічні та онлайнові кампанії з вербовки. Багато бойовиків з Росії на ранніх стадіях конфлікту отримали лише базове тренування у таборах неподалік російсько-українського кордону, перш ніж бути відправленими і влитими до слабко організованих угруповань бойовиків в Україні.

## Історія
У серпні 2015 року в Москві була створена міжрегіональна організація «Союз добровольців Донбасу» (СДД). Її очолив колишній «прем'єр-міністр» маріонеткової ДНР, росіянин Олександр Бородай. До організації, за його словами, можуть увійти ті російські добровольці, котрі брали участь у війні на сході України, чисельність яких становить приблизно від 30000 до 50000 осіб.
10 жовтня 2015 року в Центральному музеї Великої Вітчизняної війни у Москві відкрився перший з'їзд «Союзу добровольців Донбасу». На з'їзді, у якому крім делегатів із різних міст Росії брали участь також колабораціоністи ДНР та ЛНР, її члени обговорили підтримку останніх, встановлення пам'ятника добровольцям, прийняття «кодексу честі добровольця», отримали нагрудні знаки й посвідчення членів СДД. У планах Союзу, у тому числі лобіювання змін до законодавства РФ, котрі дозволять надати добровольцям офіційний статус учасників бойових дій. О. Бородай заявив, що наразі «Союз добровольців Донбасу» налічує понад 1500 членів.

## Чисельність
За даними заступника керівника АТО у Донецькій та Луганській областях Валентина Федічева станом на кінець березня 2015 року у цьому регіоні на боці російських окупаційних військ воює близько 400 найманців зі Свердловської області, центром якої є Єкатеринбург.

## Інциденти
У грудні 2014 року Володимир Єфімов, голова «Фонду інвалідів та ветеранів військ спеціального призначення і спецпідрозділів РФ та колишнього СРСР», що діє в Єкатеринбурзі, в інтерв'ю порталу E1.RU поділився подробицями формування загонів російських найманців, які брали участь у збройному захопленні Криму, а потім брали участь у війні на Сході України в лавах військових угруповань маріонеткових ЛНР та ДНР. Чимало членів цієї організації входили до угруповання так званих «ввічливих людей» з початком виступів у Криму проросійських так загонів самооборони. За його словами, він є також організатором загонів російських добровольців, яких відправляє воювати у Східну Україну, видаючи їм «путівку добровольця» з офіційною печаткою зазначеного фонду, щоб у разі виявлення факту найманства намагатися уникати відповідальності перед законом РФ. Вважає, що участь російських добровольців у війні з Україною має бути добре оплачуваною, оскільки такий підхід може заохочувати до військових дій професіоналів. Ще у червні 2014 року В. Єфімов офіційно звертався до офіційної влади Уральського федерального округу з проханням посприяти у створенні організації «Уральської Добровольчої бригади», яка мала б офіційний рахунок для укладання саме офіційних контрактів з найманцями і, як стверджує він, «займалась відбором кандидатів на гуманітарну службу…і по ходу навчання визначити людині військову спеціальність». Він також підтверджує причетність російського представництва Міжнародного Червоного Хреста та російських «гумконвоїв» до відправлення й транспортування російських найманців на території воєнних дій Луганської та Донецької областей.
Як повідомив сайт 66.RU, півсотні найманців, відправлених 11 березня 2015 року з Єкатеринбурга під егідою фонду, після прибуття на Схід України влились до угруповання «Призрак» Олексія Мозгового й були розквартировані в Алчевську. Активну підтримку та благословення «бити фашистську мерзоту» єкатеринбурзькі найманці отримують також від окремих місцевих священнослужителів Російської православної церкви.
Незаперечні факти підтвердження найманської діяльності таких «добровольців» з інших регіонів Росії містяться в матеріалах інших російських ЗМІ, які активно висвітлюють їхню участь у війні на Сході.[уточнити]